# 山口站 (愛知縣)
山口站（日语：／ Yamaguchi eki */?）是位於愛知縣瀨戶市田中町，愛知環狀鐵道的愛知環狀鐵道線車站。由於此站可前往豐田市，近年有許多豐田汽車相關的從業員會使用此站。而此站附近開發住宅區。

## 歷史
- 1988年（昭和63年）1月31日 - 愛知環狀鐵道新豐田至高藏寺之間開通，此站啟用。
- 1989年（平成元年）度 - 上行月台長度由2輛延長至4卡[1]。
- 1998年（平成10年）4月1日 - 成為有人車站[2]。
- 2012年（平成24年）11月1日 - 站務室翻新，自動售票機翻新為無障礙對應型[2]。
- 2017年（平成29年）2月19日 - 增設升降機[2]。
- 2019年（平成31年）3月2日 - 此站開始可以使用IC卡「TOICA」[3]。

## 車站構造

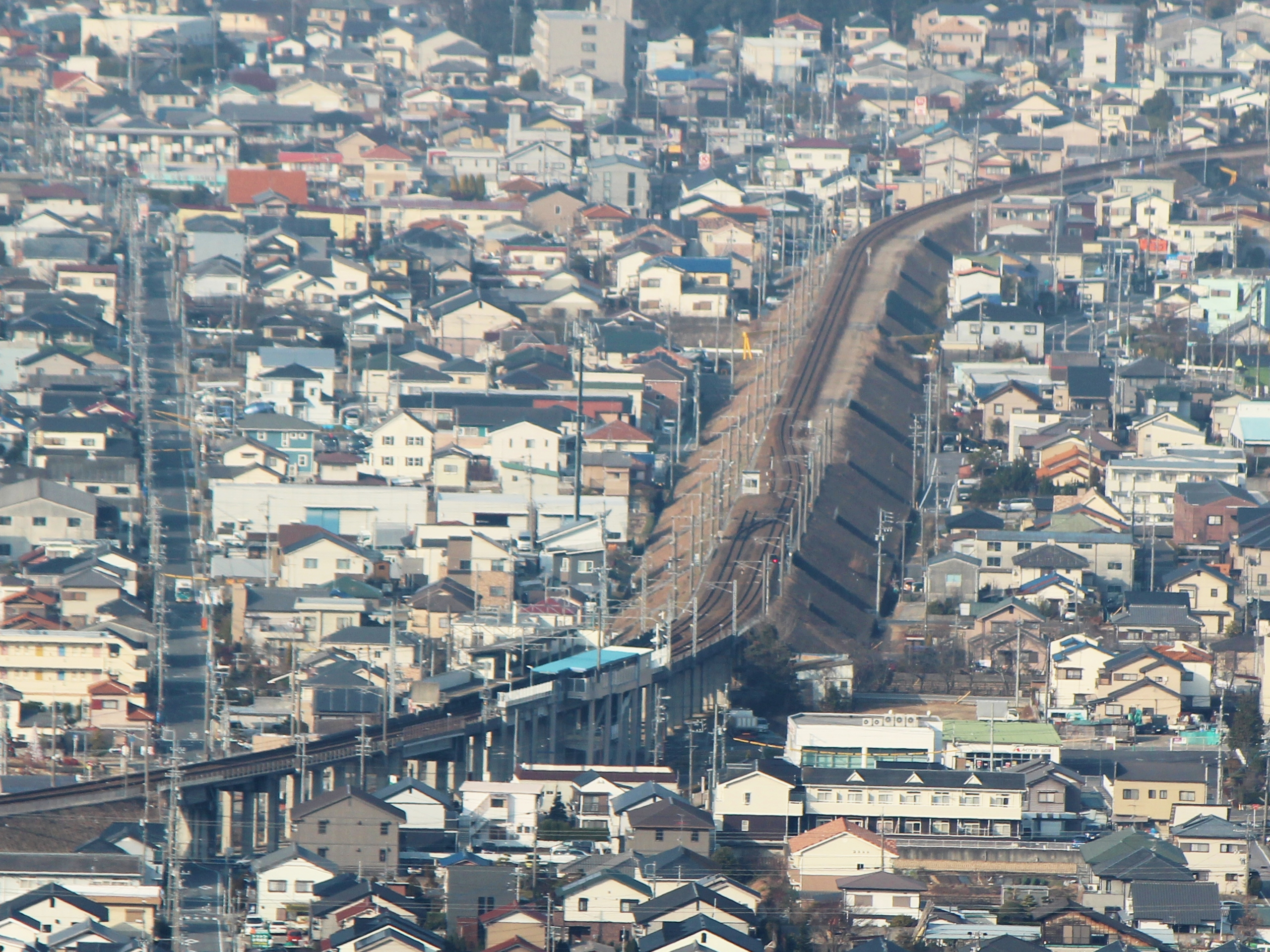
從東面的海上之森（物見山）望向山口站

車站是一座高架車站，設有2面2線相對式月台。在高架橋月台下設有檢票口。此站是有人車站，日間設有車站職員當值，其他時段為無人車站。另外，此站已經引入了自動售票機。

### 月台
| 月台 | 路線            | 上下行 | 方向               | 月台可容納 |
| ---- | --------------- | ------ | ------------------ | ---------- |
| 1    | ■愛知環狀鐵道線 | 上行   | 八草、岡崎方向     | 4卡        |
| 2    | ■愛知環狀鐵道線 | 下行   | 瀨戶市、高藏寺方向 | 4両        |

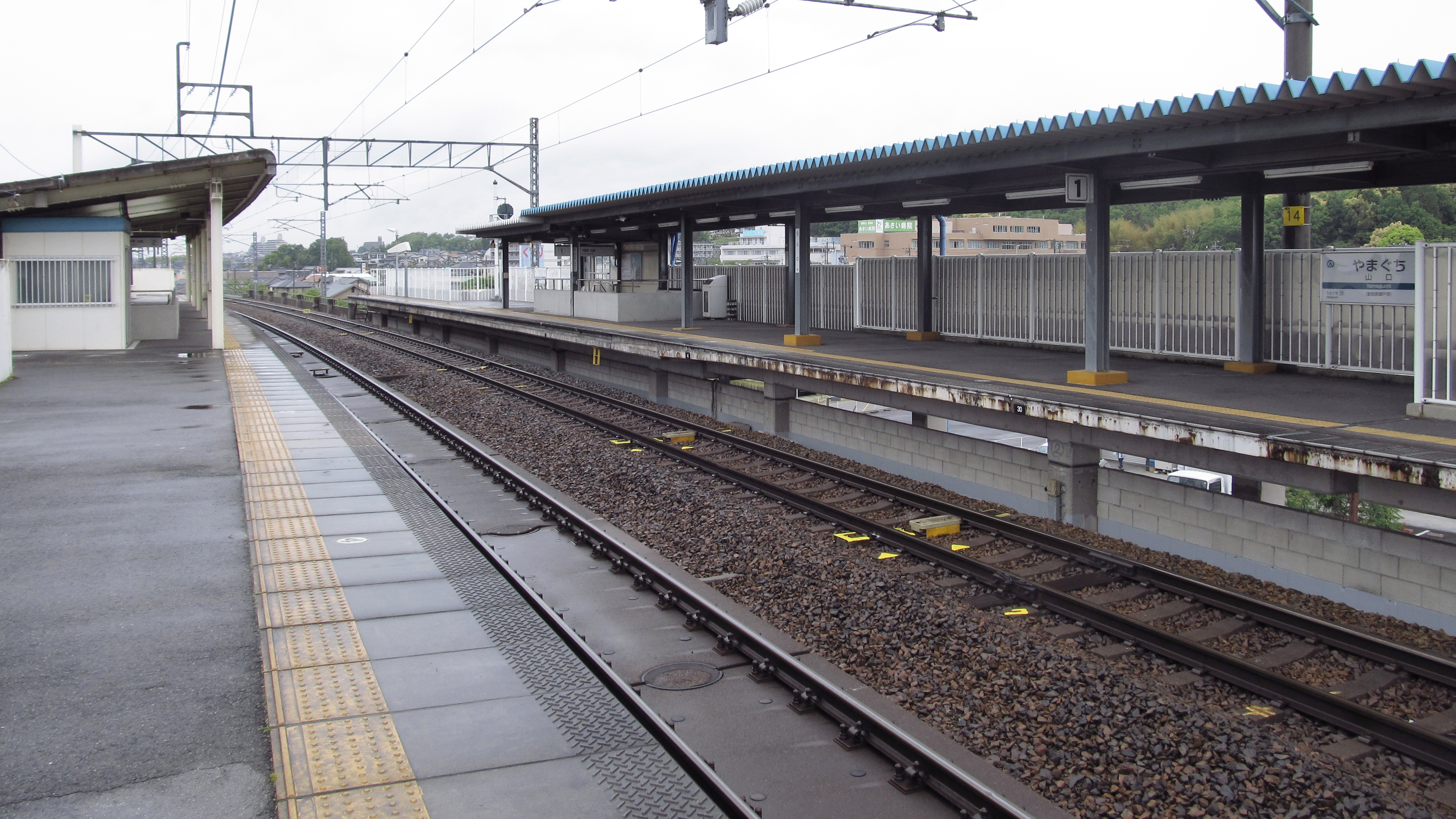
月台
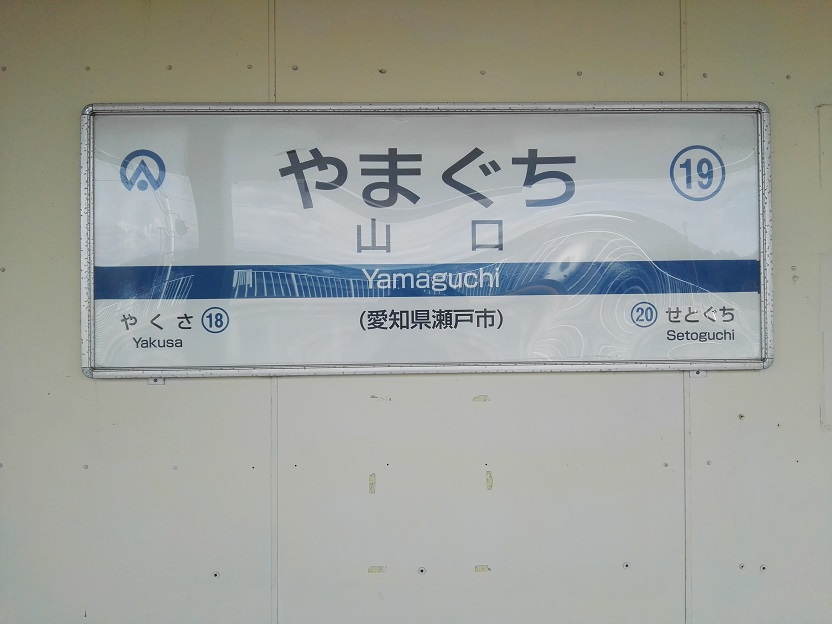
站名牌
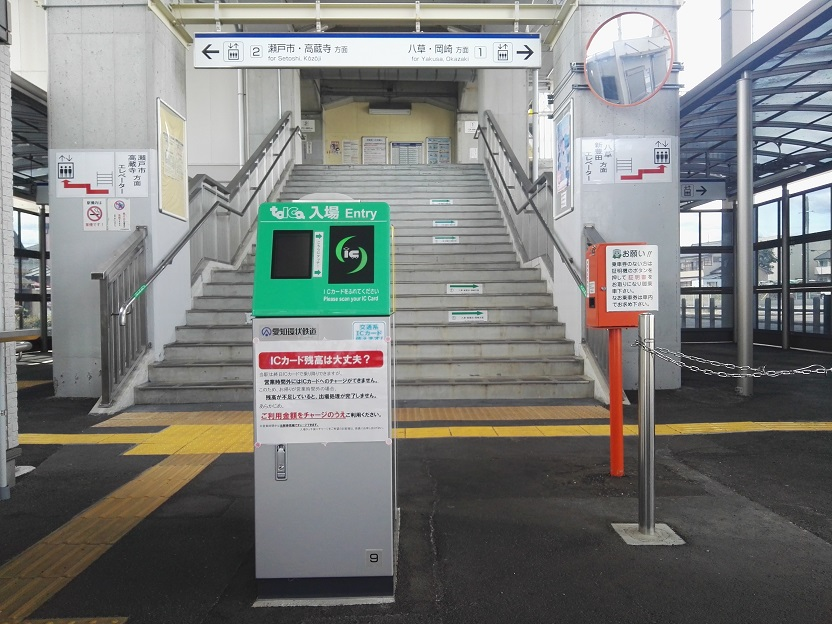
簡易TOICA閘機

## 使用狀況
根據「瀨戶市統計書」和「移動等圓滑化取組報告書」，以下為1日平均乘車人次列表。
- 2002年度　842人
- 2003年度　774人
- 2004年度　866人
- 2005年度　1,092人
- 2006年度　913人
- 2007年度　958人
- 2008年度　1,002人
- 2009年度　1,032人
- 2010年度　1,049人
- 2011年度　2,174人（上下車人次）
- 2012年度　2,182人（上下車人次）
- 2013年度　2,184人（上下車人次）
- 2014年度　2,146人（上下車人次）
- 2015年度　2,005人（上下車人次）
- 2016年度　2,016人（上下車人次）
- 2017年度　1,791人（上下車人次）
- 2018年度　1,932人（上下車人次）
- 2019年度　1,965人（上下車人次）
- 2020年度　1,686人（上下車人次）

## 車站周邊
車站周邊為住宅區。站前設有瀨戶市社區巴士和前往瀨戶萬博紀念公園愛、Park的穿梭巴士。
- 山口鄉土資料館
- 瀨戶萬博紀念公園 愛、Park
- 廣久手30號窯跡（日语：広久手30号窯跡）
- 尾張東地方批發市場
- 愛知產業科學技術中心瀨戶窯業技術中心
- 瀨戶市齋苑
- 春雨墓苑
- 本泉寺
- 聖靈中學·高等學校（日语：聖霊中学校・高等学校）
- 瀨戶信用金庫（日语：瀬戸信用金庫）山口分店
- 山口醫院
- 瀨戶市立幡山東小學（日语：瀬戸市立幡山東小学校）
- 愛知縣紅十字血液中心
- 海上之森（日语：海上の森）
  - 愛知海上之森中心（日语：あいち海上の森センター）
- 國道155號（日语：国道155号）
- 國道248號（日语：国道248号）

## 相鄰車站
愛知環狀鐵道
愛知環狀鐵道線
八草（18）－山口（19）－瀨戶口（20）

## 注腳
1. 1 2  《愛知環状鉄道の30年》40頁，愛知環狀鐵道，2019年
2. 1 2 3  《愛知環状鉄道の30年》年表，愛知環狀鐵道株式會社，2019年
3. ↑   (PDF) (新闻稿). 愛知環状鉄道. 2018-12-12  [2020-11-08]. （原始内容 (PDF)存档于2019-06-02） （日语）.
4. ↑  《愛知環状鉄道の30年》61頁，愛知環狀鐵道，2019年
5. ↑  瀬戸市統計書 （页面存档备份，存于）（日語） - 瀨戶市
6. ↑  移動等円滑化取組計画書・報告書 （页面存档备份，存于）（日語） - 愛知環狀鐵道

## 外部連結
- 山口站資訊 （页面存档备份，存于）（日語） - 愛知環狀鐵道